# Vivian Campbell
Vivian Patrick Campbell (ur. 25 sierpnia 1962 w Belfaście w Irlandii Północnej) – irlandzki gitarzysta i muzyk, członek hardrockowego zespołu Def Leppard.
W 2004 roku muzyk został sklasyfikowany na 29. miejscu listy 100 najlepszych gitarzystów heavymetalowych wszech czasów według magazynu Guitar World.

## Życiorys
Vivian Patrick Campbell jako 16-latek dołączył do profesjonalnego zespołu Sweet Savage, wraz z którym nagrał swój pierwszy singiel Killing Time, który pod koniec lat 90. został wykorzystany przez Metallikę jako cover. Zespół Sweet Savage był uważany wówczas za przedstawiciela Nowej Fali Brytyjskiego Heavy Metalu
W 1983 roku Vivian Campbell otrzymał propozycję wstąpienia do grupy Dio od Ronniego Jamesa Dio. Do 1986 roku był gitarzystą i współtwórcą utworów. Jego współpraca z zespołem zaowocowała płytami Holy Diver, The Last in Line i Sacred Heart. Pomimo młodego wieku okrzyknięto go jednym z najszybszych gitarzystów na świecie.
W 1986 roku opuścił zespół z powodu różnic muzycznych między nim a Ronnim Dio. Z rokiem 1987 wstąpił do zespołu Trinity, a w 1988 przyjął ofertę Davida Coverdale’a i dołączył do jego zespołu Whitesnake, w którym grał przez kolejne dwa lata. Po opuszczeniu grupy Whitesnake sformował własny zespół Riverdogs, z którym w 1990 roku nagrał płytę Riverdogs.
Równocześnie zagrał w solowym zespole wokalisty Foreigner, który nazwano Shadow King. Udzielał się również na płytach Lou Gramma, na składance Guitar's Practising Musicians oraz wokalnie na płycie Steve’a Plunketta. Na początku 1992 roku Vivian Campbell opuścił Riverdogs, gdyż został mianowany następcą Steve’a Clarka w Def Leppard. Pierwszy koncert z tym zespołem zagrał w kwietniu 1992 w klubie w Dublinie przed 600-osobową publicznością. Został oficjalnie przedstawiony jako gitarzysta Def Leppard 20 kwietnia 1992 roku na koncercie ku pamięci Freddiego Mercury. Zadebiutował w Leps przed ponad 70-tysięcznym tłumem. W zespole pełnił rolę gitary towarzyszącej, ale po wydaniu kolejnych płyt stał się jednym z głównych autorów piosenek, bardziej angażując się w pracę grupy. Zmierzył się z legendą nieżyjącego Steve’a Clarka, zastępując go w zespole. Został dobrze przyjęty przez fanów i wniósł na scenę nowy styl, nie naśladując go.
W 2005 roku Vivian Campbell wydał pierwszą solową płytę Two Sides Of If, na której znalazły się przeróbki ulubionych bluesowych kawałków oraz jeden nowy utwór. 
Vivian Campbell jest jedynym Irlandczykiem w zespole Def Leppard. Obecnie mieszka ze swoją żoną Julie i córkami Lily Rose i Uną Marigold w Los Angeles.

## Dyskografia
- Jack Bruce – A Question Of Time (1989, Atlantic Records)[3]
- Lou Gramm – Long Hard Look (1989, Atlantic Records)[4]
- Desmond Child – Discipline (1991, Elektra Records)[5]
- Shadow King – Shadow King (1991, Atlantic Records)[6]
- Carmine Appice – Carmine Appice's Guitar Zeus 2 - Channel Mind Radio (1997, Polydor Records)[7]
- Bunny Brunel – Bunny Brunel's L.A. Zoo (1998, Tone Center)[8]
- Vivian Campbell – Two Sides Of If (2005, Sanctuary Records)[9]